# Cornelis Anthonisz.

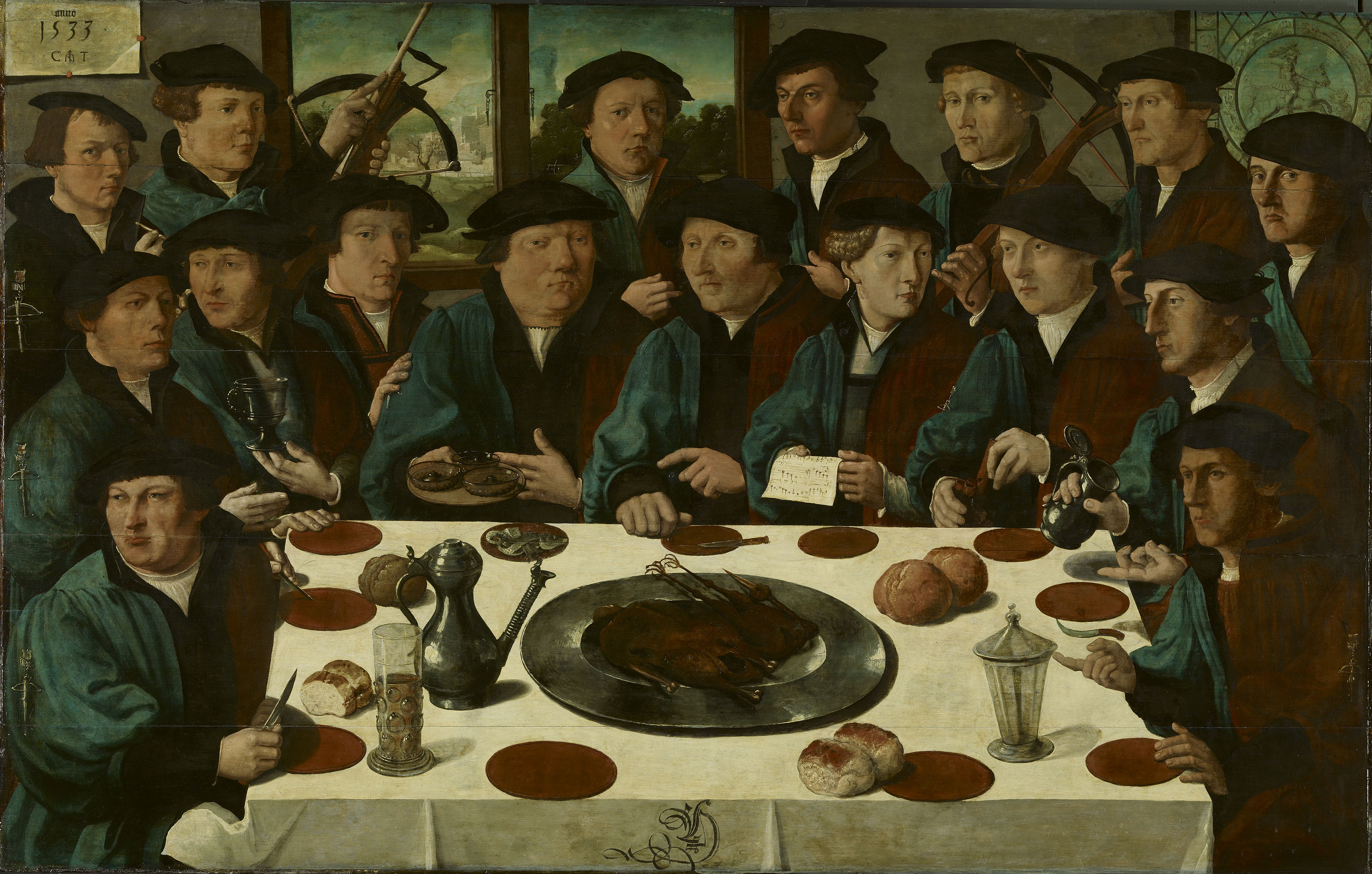
Banquete de los miembros de la guardia de arqueros «De Braspenningmaaltijd», óleo sobre tabla, 130 x 206,5 cm, Ámsterdam Museum. El pintor posiblemente se autorretrató a la izquierda y en pie bajo el papel con la fecha, 1533, y el monograma con el que firmaba sus obras.

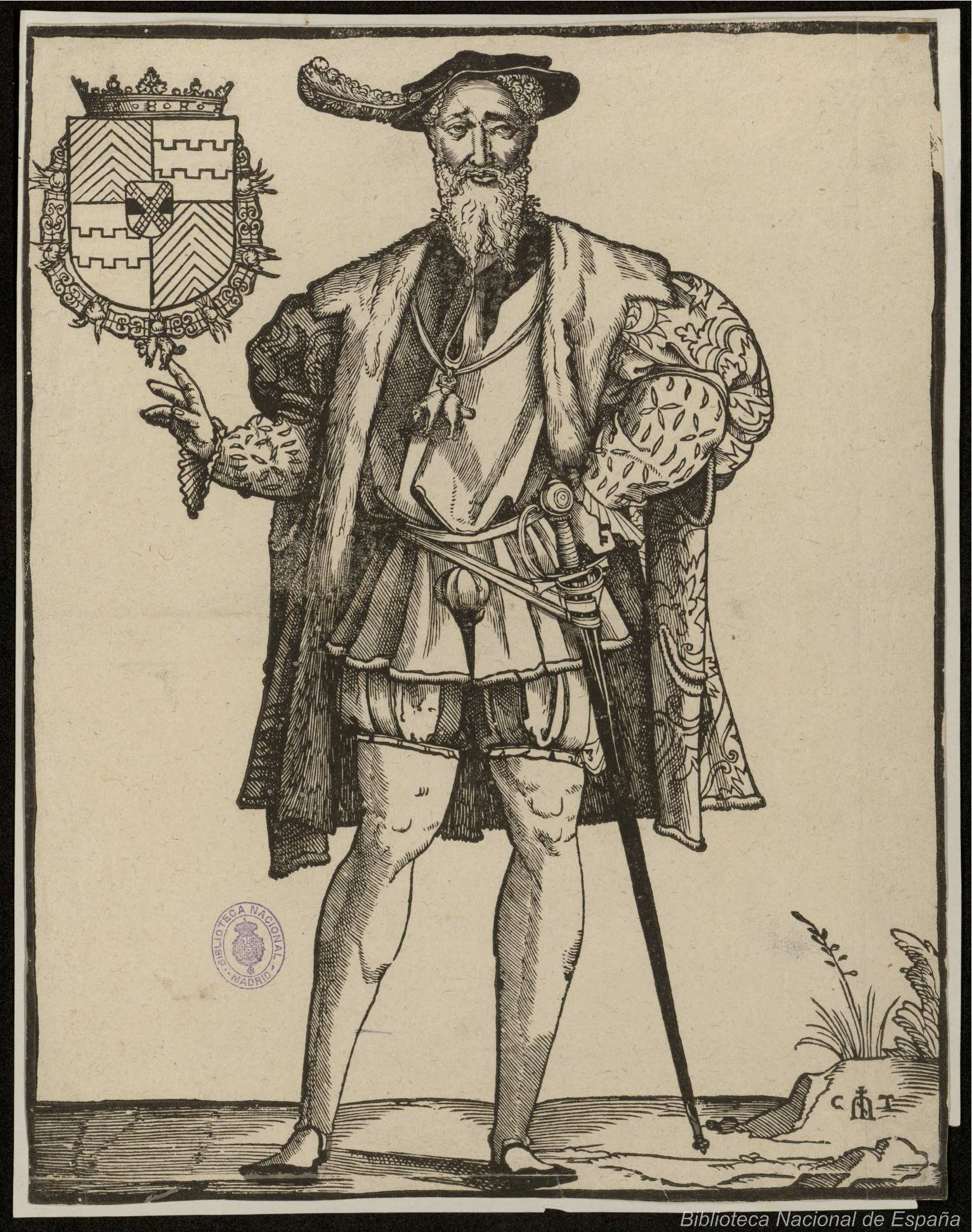
Caballero de la Orden del Toisón de Oro, xilografía firmada en la esquina inferior derecha con el monograma de Anthonisz. Biblioteca Nacional de España.

Cornelis Anthonisz. Theunissen (Ámsterdam, c. 1505-1553) fue un pintor y grabador en madera holandés, nieto por parte de madre de Jacob Cornelisz. van Oostsanen cuyo taller heredó.
Formado probablemente con su abuelo, en 1527 contrajo matrimonio con Geert Jans, hija de un clérigo de la Niewe Kerk de Ámsterdam, asentándose a partir de entonces en la vida urbana —en la que llegó a ser concejal en 1547— tras haberse dedicado algún tiempo a la navegación.
De su pintura al óleo únicamente se conocen dos obras seguras, ambas conservadas en el Ámsterdam Museum: el banquete anual de los arqueros de la guardia urbana (escuadra o compañía de la letra D), reunidos para comer y cantar bajo la protección del patrón de los arqueros, san Jorge, representado en una vidriera al fondo, temprano retrato de grupo, fechado en 1533, de un género que se iba a repetir a partir de este con mucha frecuencia, y la Vista de Ámsterdam a vista de pájaro de 1538, el primer mapa conocido de la ciudad, pintado por encargo del propio concejo y conservado durante mucho tiempo en el ayuntamiento, donde resultó dañado en el incendio de 1652. Además, se le atribuye un retrato ecuestre de Reinoud III de Breroede en el ayuntamiento de Vianen y se le atribuyó otro del mismo personaje en pie y de tres cuartos, ahora asignado a Jan van Scorel en el Rijksmuseum, pues consta que Anthonisz lo retrató para una serie de grabados de los señores de Breroede de su invención a él dedicada.
Más abundantes son sus grabados en madera, siendo conocido principalmente como cartógrafo por su mapa de Ámsterdam de 1544, varias veces reimpreso y la Carte van Oostland, mapa del mar del Norte de 1543. Grabó además series de retratos y estampas de carácter alegórico con fin moralizador que constituyen uno de los aspectos más significativos de su producción.
Firmaba con el monograma C T, iniciales de Cornelis Theunisz a los lados de una campana de san Antonio.